# Beata Rokosz
Beata Rokosz, właśc. Beata Rokosz-Szymanek (ur. 29 czerwca 1965 w Bytomiu) – polska poetka, autorka scenariuszy przedstawień szkolnych oraz opowiadań. Od 2000 roku członek Stowarzyszenia Pisarzy Polskich. Jej wiersze tłumaczono na język czeski i rosyjski.

## Życiorys
Urodziła się 29 czerwca 1965 roku w Bytomiu. Jej rodzina pochodzi z Dobczyc. Ojciec poetki urodził się w Zakopanem. Poetka do 7 roku życia wychowywała się w Bytomiu. Ukończyła IV Liceum Ogólnokształcące im. Marcelego Nowotki w Katowicach oraz studia polonistyczne na Uniwersytecie Śląskim. Odbyła kursy z bibliotekoznawstwa, oligofrenopedagogiki. W międzyczasie pracowała jako sprzedawczyni w sklepie spożywczym, jako protokolantka w sądzie, była nauczycielką i bibliotekarką. Pracowała jako polonistka, ale też opiekunka dzieci specjalnej troski. 
Zadebiutowała na łamach „Życia Literackiego” w 1982 roku. W 1984 roku w Dąbrowie Górniczej ukazał się arkusz poetycki Modlitwa jesieni, a w 1986 roku w Sosnowcu wydano Na pokuszenie Boga w Piwnicy Literackiej ECCE. W 1991 roku w Katowicach wydała tomik pt. Byłoby słowo. W 1995 następny pt. W międzyczasie też w Katowicach. Tomik Jeśli jesteś, wyd. Baran i Suszczyński ukazał się w 1998 roku w Krakowie. Następnie: Czułość niech wyjdzie z pokoju, wydawnictwo Ego, Katowice 2000. W 2007 roku w Katowicach ukazał się tomik Mieliśmy umrzeć młodzi, wyd. TRIO, Katowice 2007 r. Rok później w tym samym wydawnictwie ukazał się tomik Ciemność mnie nie widzi. 
W zakresie twórczości dla dzieci wydała tomik Przyjaźń wszystkich misiów w 2003 roku nakładem oficyny Ego, a w wydawnictwie TRIO książeczkę zawierającą twórczość swoich synów (ich pierwszy kontakt z językiem) zatytułowaną Plątełka i Sapi Tapi, również w 2003 roku.
Bierze udział w programie „Pisarze szkole” – spotyka się z młodzieżą i dziećmi, jest członkiem Jury Konkursu Recytatorskiego. Od 2001 roku jest członkiem Stowarzyszenia Pisarzy Polskich, przez dwie kadencje była jego skarbnikiem. Zasiadała w Zarządzie IV kadencji Górnośląskiego Towarzystwa Literackiego w latach 2006–2013. Od 2007 roku należy do Stowarzyszenia Inicjatyw Społecznych Ispina w Dobczycach. Od 2008 roku w Zarządzie Górnośląskiego Towarzystwa Literackiego w Katowicach.
Tworzy tkaninowe rzeźby kur i wykonuje prace z papier-mâché. Zamężna z drem hab. Krzysztofem Szymankiem, pracownikiem Uniwersytetu Śląskiego. Ma dwóch synów: Tomasza i Piotra.

## Nagrody
Poetka jest laureatką wielu konkursów literackich. W 1982 roku wygrała Turniej Jednego Wiersza organizowany przez Pałac Młodzieży w Katowicach. Otrzymała Nagrodę Literacką „Głosu Nauczycielskiego” za rok 2001 (I miejsce) za tomik Czułość niech wyjdzie z pokoju.

## Dzieła

### Publikacje książkowe
- Byłoby słowo, Katowice 1991
- W międzyczasie, Katowice 1995
- Jeśli jesteś, Kraków 1998
- Czułość niech wyjdzie z pokoju, Katowice 2000
- Plątełka i sapi-tapi, książka dla dzieci 2003
- Przyjaźń wszystkich misiów, książka dla dzieci
- Mieliśmy umrzeć młodzi, Katowice 2007
- Ciemność mnie nie widzi, Katowice 2008[1]

### Arkusze poetyckie
- Modlitwa jesieni, Dąbrowa Górnicza 1984
- Na pokuszenie Boga[1], Sosnowiec 1986